# Carattere di abbreviazione siriaco
Il carattere di abbreviazione siriaco, in inglese: Syriac Abbreviation Mark (SAM), è un carattere di controllo utilizzato nella composizione tipografica computerizzata che, all'interno del sistema di codifica Unicode, fa parte della sezione dell'alfabeto siriaco ed è codificato come U+070F  SYRIAC ABBREVIATION MARK. 
Nel sistema di scrittura siriaco, le parole sono scritte talvolta in forma abbreviata omettendo alcune delle ultime lettere e, in questi casi, viene disegnata una linea orizzontale su alcune delle lettere finali della parola abbreviata. Tradizionalmente, e soprattutto nei testi religiosi, questa linea ha un punto all'inizio, alla fine e al centro, anche se a volte è rappresentata come una semplice linea piatta. Un altro utilizzo di questa linea è quello di far valere il valore numerico di una lettera: in siriaco, infatti, i numeri sono scritti utilizzando lettere a cui vengono assegnati valori numerici (come accade ad esempio nel sistema Gematria in ebraico) e la sequenza di lettere utilizzata per scrivere un numero viene indicata proprio disegnando tale linea sopra di essa.

## Unicode e rappresentazione
Per implementare questa speciale linea all'interno del sistema Unicode, è stato concepito uno speciale carattere di controllo, ossia il "carattere di abbreviazione siriaco", descritto nella sezione 9.3 dello standard Unicode. Per quanto riguarda le sue modalità di utilizzo, il carattere va inserito all'interno di una stringa prima della prima lettera che si vuole che sia sovrastata dalla linea (in particolare, essendo il siriaco un alfabeto sinistrorso, va messo a destra della suddetta prima lettera).
Anche il formato OpenType è dotato di un tag apposito, lo stch, atto a fornire ai software la giusta interpretazione della stringa che contiene il SAM. In sua presenza, infatti, il programma interprete dovrebbe mettere una linea al di sopra di tutte le lettere siriache ad esso adiacenti fino al primo carattere non siriaco. Tuttavia, diversi sistemi operativi ancora non interpretano in modo giusto tale carattere, ponendo invece un glifo di sostituzione nella posizione della stringa che esso occupa.
Qui di seguito è riportato un esempio di una parola abbreviata contenente il SAM dopo la lettera siriaca aleph (la prima lettera a destra):
ܐ܏ܒܓܕ
L'immagine sottostante mostra il modo corretto in cui tale stringa dovrebbe essere rappresentata: